# Clusia fragrans
Clusia fragrans là một loài thực vật có hoa trong họ Bứa. Loài này được Gardner mô tả khoa học đầu tiên năm 1843.